# Bertula mimica
Bertula mimica là một loài bướm đêm trong họ Erebidae.